# Parque nacional Paso Macquarie
El Parque Nacional Paso Macquarie (Macquarie Pass National Park) es un parque nacional en Nueva Gales del Sur (Australia), ubicado a 90 km al suroeste de Sídney.